# Politique étrangère de la Bulgarie
La Bulgarie entretient généralement de bonnes relations avec ses voisins et s'est avérée être une force constructive dans la région, que ce soit sous les gouvernements socialistes et démocratiques. Tentant de promouvoir la stabilité régionale, ses principaux alliés sont la Grèce et la Roumanie et elle dispose de bonnes relations avec la Serbie et le reste des Balkans. La Bulgarie est membre de l'OTAN depuis 2004 (après avoir rejoint le Partenariat pour la paix en 1997) et de l'Union européenne depuis 2007. En 2003, elle est élue comme membre non-permanent au Conseil de sécurité de l'ONU a été l'un des trois alliés les plus proches durant la crise irakienne au même titre que le Royaume-Uni et l'Espagne. La Bulgarie a présidé l'OSCE en 2004.

## Relations bilatérales

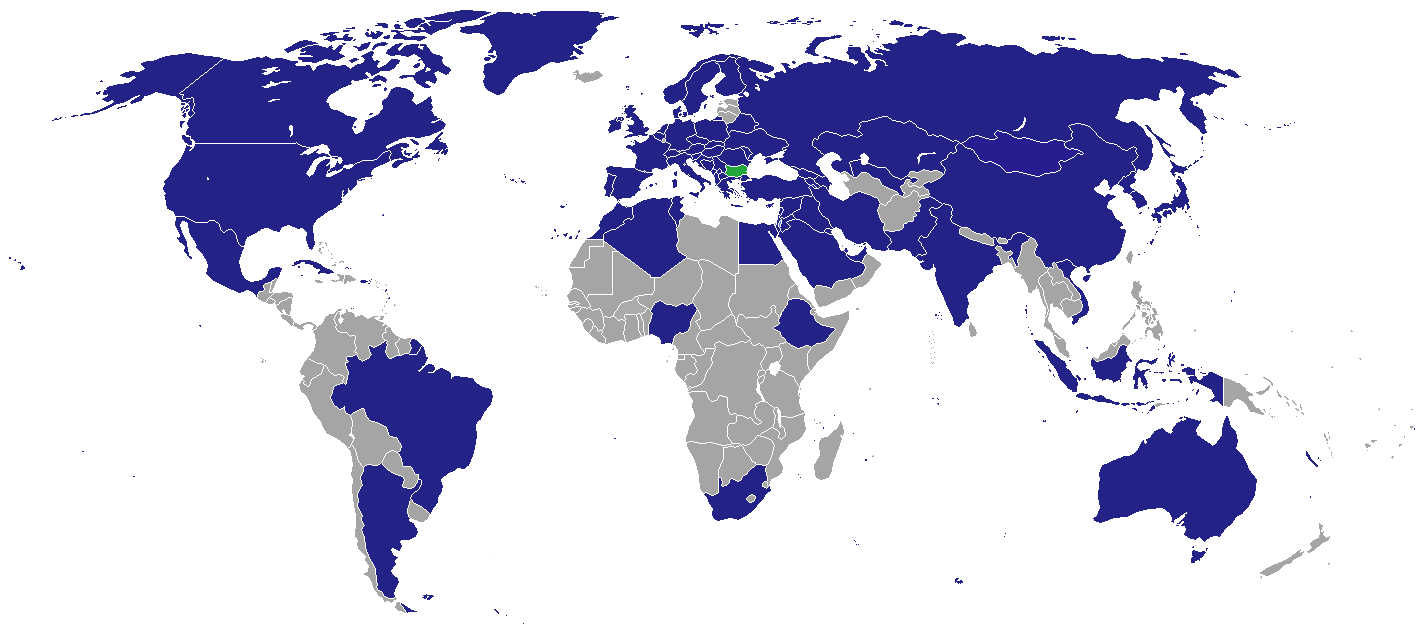
Bleu : représentations diplomatiques de la Bulgarie (présence d'une ambassade ou de consulats).

Actuellement, la Bulgarie a 83 ambassades, 6 représentations permanentes, 20 consulats et 2 bureaux diplomatiques à l'étranger. En juin 2010, les médias rapportent que la Bulgarie envisagerait de fermer 30 de ses ambassades, décision soutenue par le Premier ministre Boïko Borissov qui considère certaines ambassades bulgares comme inutiles.

### Russie et Grèce

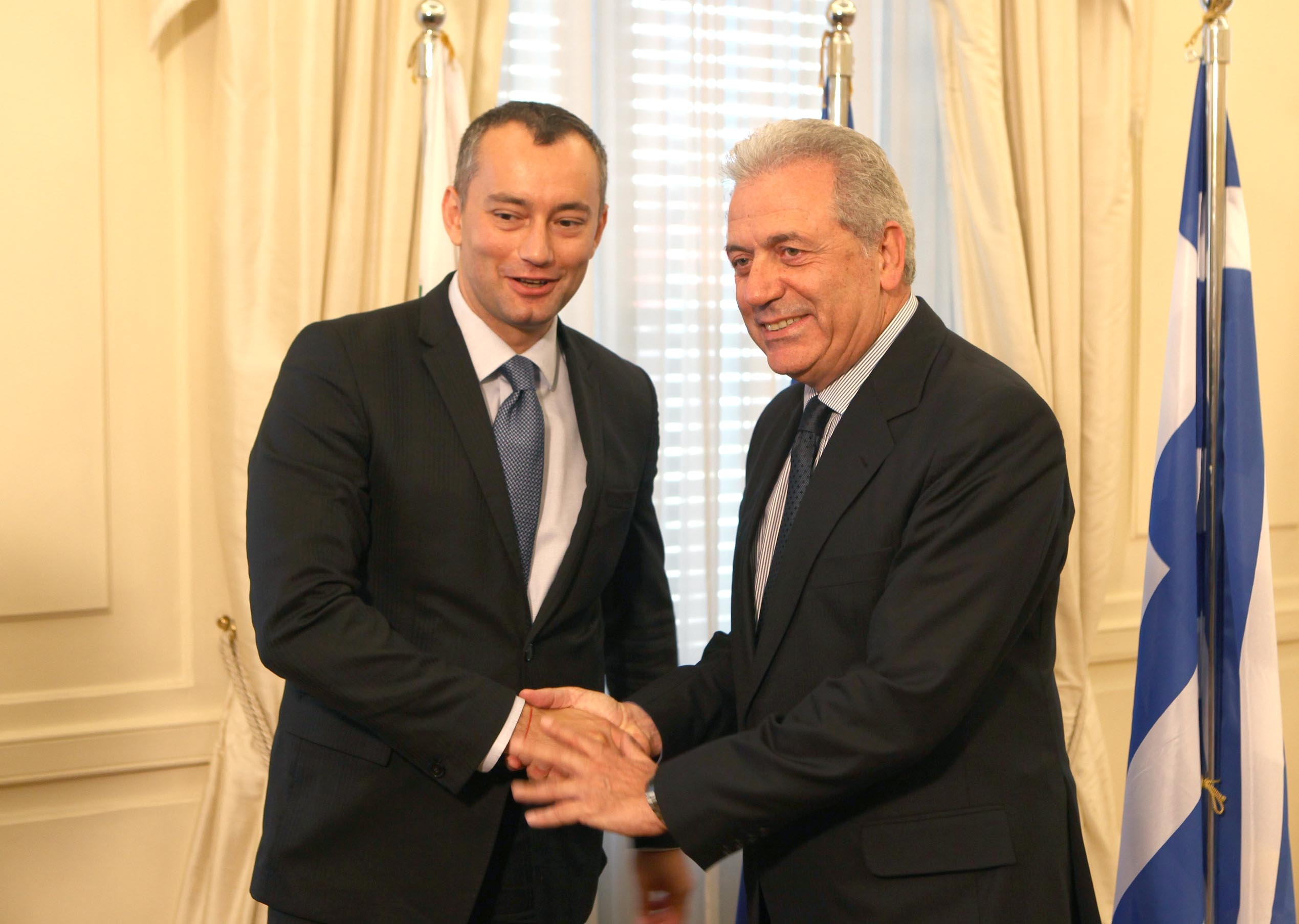
Le président bulgare Rossen Plevneliev avec le ministre grec des Affaires étrangères Dimítris Avramópoulos le 4 juillet 2012.

Du fait de leurs liens historiques, culturels, et économiques étroits, la Bulgarie cherche une relation mutuellement bénéfique avec la Russie, dont elle est dépendante en grande partie sur le plan énergétique. Des négociations sporadiques sont en cours entre la Grèce, la Bulgarie et la Russie pour la construction de l'oléoduc Burgas-Alexandroupolis pour transporter le pétrole de la mer Caspienne à partir du port de la mer Noire de Burgas à Alexandroupolis sur la côte nord de la mer Égée.

### Macédoine du Nord
Historiquement, il y a beaucoup de Bulgares dans la région de Strumica en Macédoine du Nord. Pendant ce temps, jusqu'en 1913, la majorité de la population slave de Macédoine était d'identité bulgare. Durant la Seconde Guerre mondiale, la grande partie de la Macédoine grecque et yougoslave sont annexés par la Bulgarie, et les slaves locaux étaient considérés comme des macédoniens bulgares,. Un peu plus tard, le processus de la formation d'une identité macédonienne fait un essor. Après 1944, la République populaire de Bulgarie et la République socialiste fédérale de Yougoslavie commencent à faire de la Macédoine le lien dans l'établissement de la Fédération balkanique et stimule une conscience nationale macédonienne. Cela causera, même si la Macédoine du Nord se sépare de la Yougoslavie dans la décennie 1990, des controverses et disputes ont eu lieu avec la Bulgarie.
Des lois sur la bonne entente entre les deux pays ont été faites le 22 février 1999 et réaffirmées avec un mémorandum le 22 janvier 2008 à Sofia.
La ministre de la politique étrangère de la Macédoine du Nord, Nikola Poposki, devrait améliorer les relations avec la Bulgarie selon The Economist.

### Roumanie

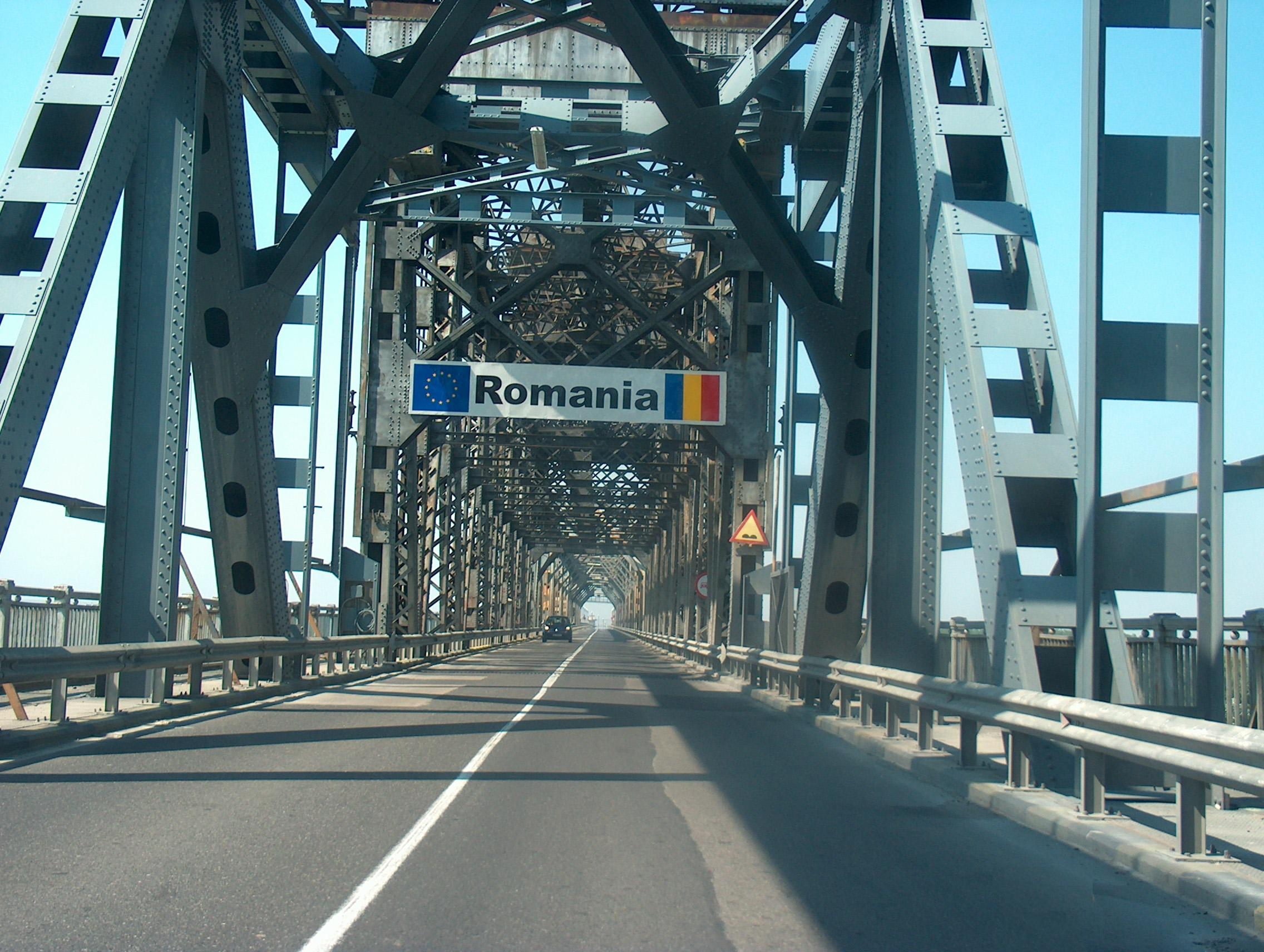
Pont Calafat-Vidin reliant Roussé (Bulgarie) à Giurgiu (Roumanie).

### Russie
Relations entre la Russie et la Bulgarie (en)

### Turquie
En raison des liens diplomatiques et économiques avec la Turquie, l'Assemblée nationale bulgare a refusé un projet de loi visant à reconnaître le génocide arménien en 2007.

### États-Unis

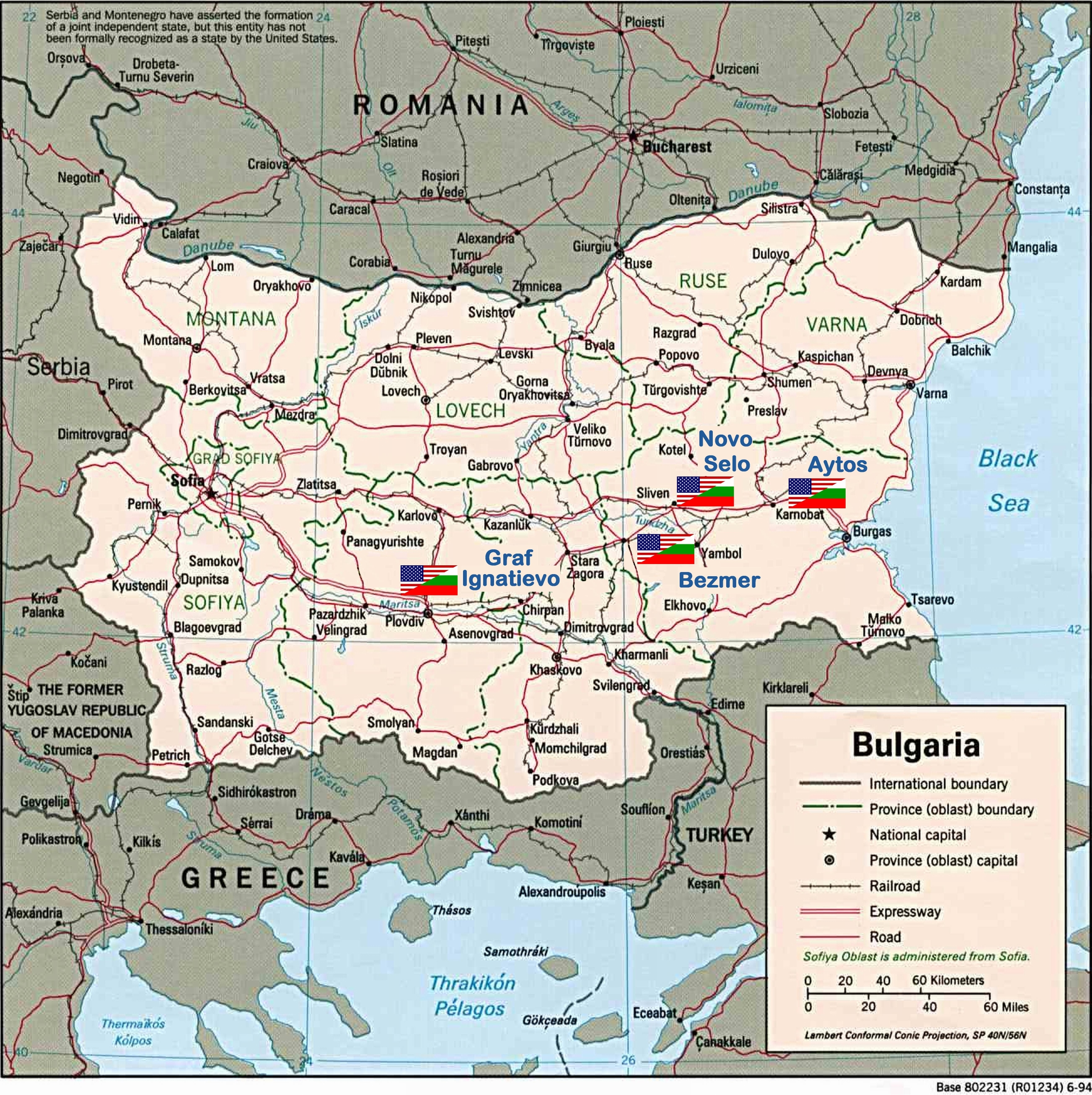
Bases militaires conjointes américano-bulgares.

La Bulgarie et les États-Unis ont signé un accord de coopération de défense en 2006 pour fournir des bases militaires et des camps d'entraînement à l'armée américaine en Bulgarie, dans le cadre du plan de restructuration du Pentagone. En 2003, le pays a été l'un des trois alliés les plus proches des États-Unis durant la crise irakienne au même titre que le Royaume-Uni et l'Espagne.